# Aquapark H2Ostróg
Aquapark H2Ostróg, je městský akvapark ve čtvrti Ostróg slezského města Racibórz (Ratiboř) ve Slezském vojvodství v jižním Polsku.

## Další informace
Aquapark H2Ostróg je moderní stavba obsahující interiérové bazény, vířivky, tobogány, sauny, lázně, relaxační zóna, gastronomické zázemí a další služby. Akvapark byl otevřen 1. května 2014 a vlastníkem je město Ratiboř. Provoz je celoroční a vstup je zpoplatněn.

## Galerie

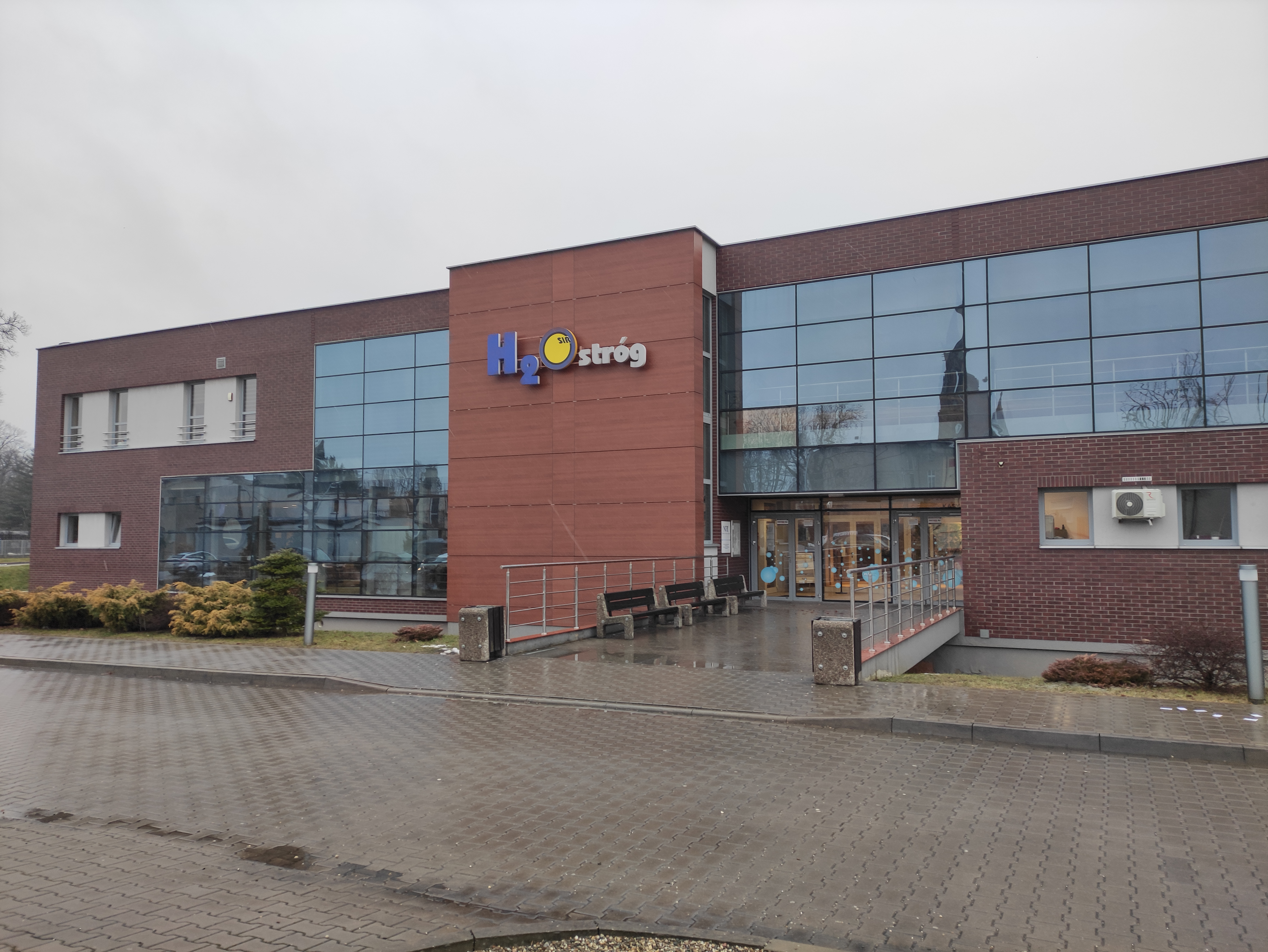
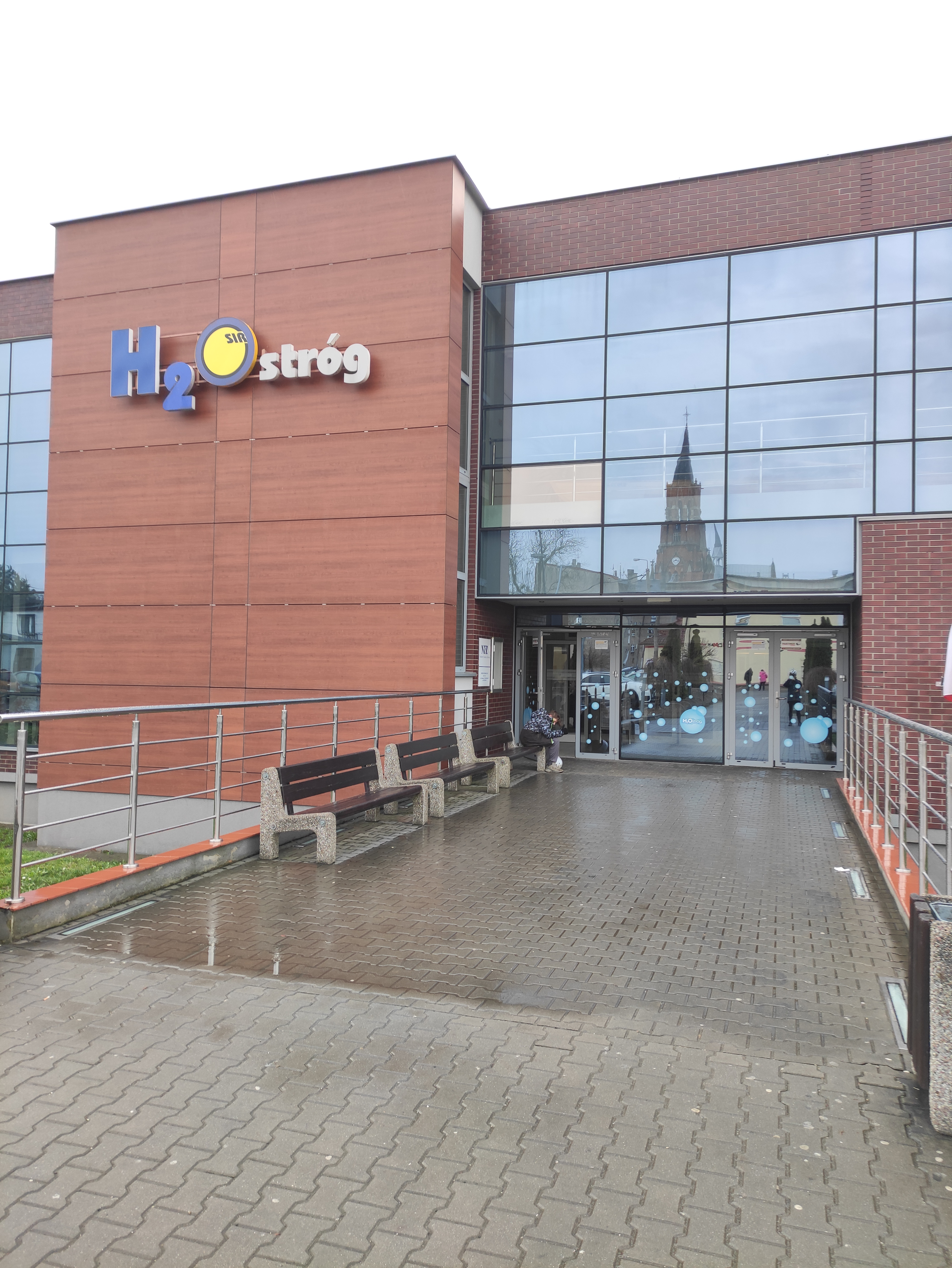
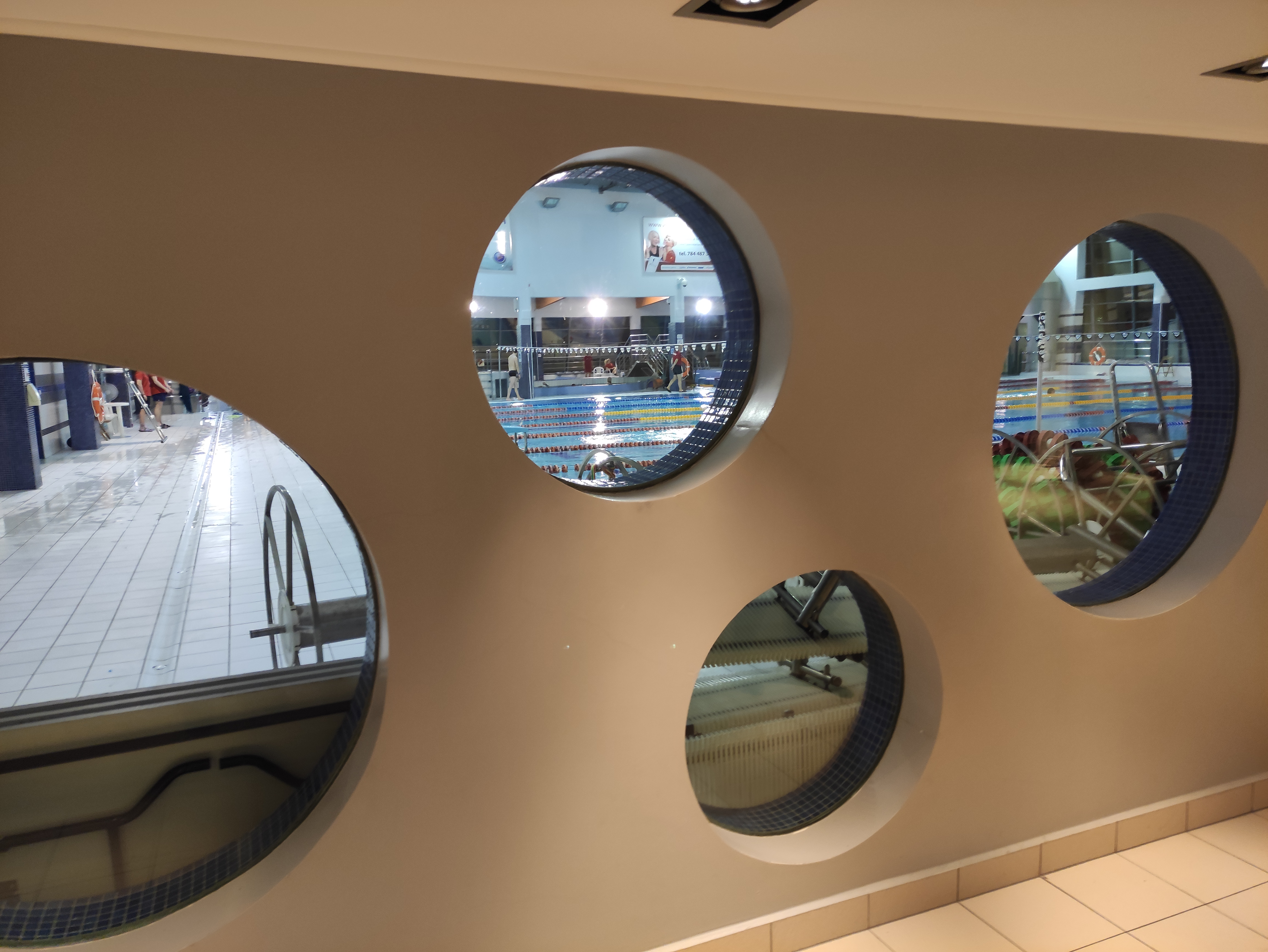